# ميتسونوري أوكاموتو
ميتسونوري أوكاموتو هو طبيب باطني وسياسي ياباني، ولد في 18 يونيو 1971 في اليابان. حزبياً، نشط في الحزب الديمقراطي الياباني. في الانتخابات العامة اليابانية 2017، انتخب عضو مجلس النواب من اليابان عن دائرة Tōkai proportional representation block ‏ وقد انضم خلال فترته النيابية ‏ (22 أكتوبر 2017 – ) للكتلة البرلمانية Kibō no Tō ‏ وانتخب عضو مجلس النواب من اليابان.

## وصلات خارجية
- الموقع الرسمي